# Sputnik 1
Sputnik 1 (rusă Спутник-1, pronunția IPA: [ˈsputʲnʲək], prescurtat ПС-1 – PS-1, de la „Простейший Спутник-1” sau Satelitul Elementar-1 a fost primul satelit artificial care a orbitat în jurul Pământului, lansat de Uniunea Sovietică la data de 4 octombrie 1957, la 19h 29 min 34 s UTC și pus pe orbită la 19 h 33 min 48 s, de la Cosmodromul Baikonur, aflat în Kazahstan.
Satelitul a fost plasat pe o orbită eliptică joasă.
Lansarea lui Sputnik 1 a marcat începutul cuceririi spațiale.

## Origine
Inițial, politicienii și militarii sovietici voiau rachete intercontinentale în cadrul confruntării lor cu Occidentul; racheta R-7 în pregătire trebuia să fie folosită pentru lansarea bombelor atomice.
Proiectul folosirii rachetei R-7 ca lansator spațial a început după ce Serghei Koroliov i-a explicat, în timpul unei inspecții din ianuarie 1956, Primului Secretar al PCUS, Nikita Hrușciov, posibilitatea de a lansa un laborator orbital denumit „Obiectul D”. Era, prin urmare, posibil să se profite de lansatorul R-7 pentru a face o aventură în domeniul științific care ar permite sovieticilor să depășească Statele Unite ale Americii care întreprinseseră teste în vederea lansării unui satelit în cadrul Anului Geofizic Internațional din 1957-1958. Proiectul D, prea ambițios, a întârziat, iar dezvoltarea unui obiect de mici dimensiuni a fost hotărâtă după un an.
Primele cinci lansări ale rachetei au fost eșecuri. Însă ultimele două validau lansatorul, dar problema rămasă nerezolvată o constituia dislocarea etajului superior al rachetei. Cunoscând, potrivit serviciilor de informații sovietice, posibilitatea ca o încercare americană de lansare să aibă loc curând, a fost hotărâtă lansarea  satelitului PS-1, așezat într-o „scufie” mai ușoară, la data de 6, apoi 4 octombrie 1957.

## Caracteristici

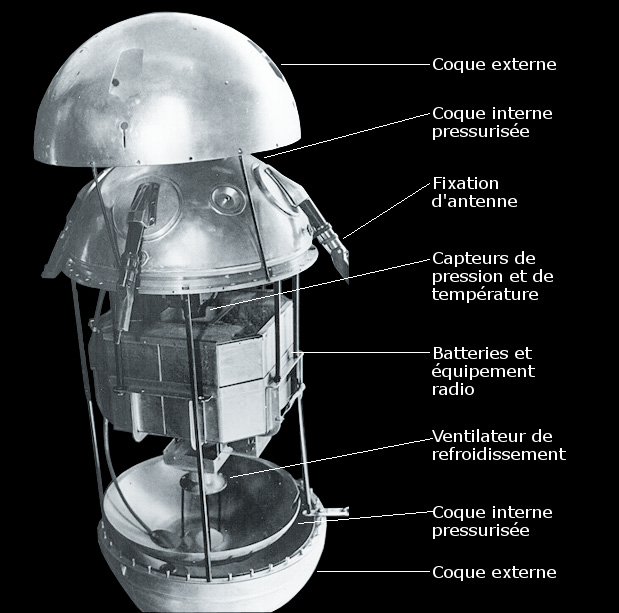
Compoziția satelitului Sputnik 1

Era vorba de o mică sferă de aluminiu cu diametrul de 58 de centimetri, cântărind 83,6 kg, dotat cu patru antene. Sfera era constituită din două coci, cea externă servind de protecție termică, iar cea de-a doua fiind presurizată.
Interiorul sferei conținea azot la o presiune ușor mai mare decât presiunea atmosferică la suprafața Pământului (1,3 atmosfere). Conținea bateriile cu zinc-argint, captorii de presiune și temperatură, un emițător radio și un ventilator pentru răcirea echipamentelor.

## Misiunea
Lansarea a avut loc la 4 octombrie 1957, de la Cosmodromul Baikonur, o bază purtând numele de cod de СССР « Тюра-Там » (URSS Tyura-Tam). Această lansare permitea și testarea rachetei purtătoare, R-7 8K71PS Semiorka.
Decolarea s-a făcut fără probleme, detașarea treptei centrale și a micului satelit la fel. Sovieticii au trebuit să aștepte 92 de minute pentru a auzi primele „bipuri”: deschiderea antenelor Sputnikului s-a făcut când satelitul era deja în afara ariei de recepție a semnalului.
Plasat pe o orbită ale cărei altitudini inițiale ale perigeului și apogeului erau de 225 și respectiv 947 km, Sputnik 1 efectua o revoluție în 96 de minute. Dar slaba altitudine a perigeului său l-a făcut să piardă din altitudine până la un apogeu de 600 km, la 9 decembrie 1957.După ce a făcut 1.400 de orbite în jurul Pământului și a parcurs circa 70 de milioane de kilometri, Sputnik 1 a intrat în atmosfera terestră unde s-a consumat la 4 ianuarie 1958.

Sistemul de comunicație era echipat de două radioemițătoare cu puterea de 1 W, capabile să transmită presiunea și temperatura azotului din incinta capsulei, pentru verificarea principiilor presurizării și termoreglării folosite. Cele două emițătoare erau suficient de puternice pentru a permite radioamatorilor să capteze celebrul „bip-bip” al satelitului cam peste tot pe planeta noastră pe frecvențele radio de 20,005 și 40,022 MHz.
Lansarea lui Sputnik 1 a avut loc în cadrul Anului Geofizic Internațional din 1957-1958, studiul semnalelor trebuia, prin urmare, să permită studierea propagării undelor radio în atmosfera terestră, iar studiul traiectoriei sale trebuia să furnizeze informații asupra densității atmosferei înalte și a formei exacte a Pământului.
Aparatele  electrice ale satelitului au funcționat timp de douăzeci și două de zile după lansare, până la epuizarea bateriilor la 26 octombrie 1957.  După aceea traiectoria satelitului a fost supravegheată vizual.

## În cultura de masă

### Literatură
- Poetul român Tudor Măinescu a dedicat evenimentului de lansare poezia „A zecea planetă”, scrisă în ianuarie 1959.[13]

### Muzică
- Formația românească de muzică ușoară Trio Grigoriu a dedicat misiunii Sputnik 1 piesa „Cîntecul satelitului”, compusă de Elly Roman pe textul lui Ștefan Tita.

## În filatelie

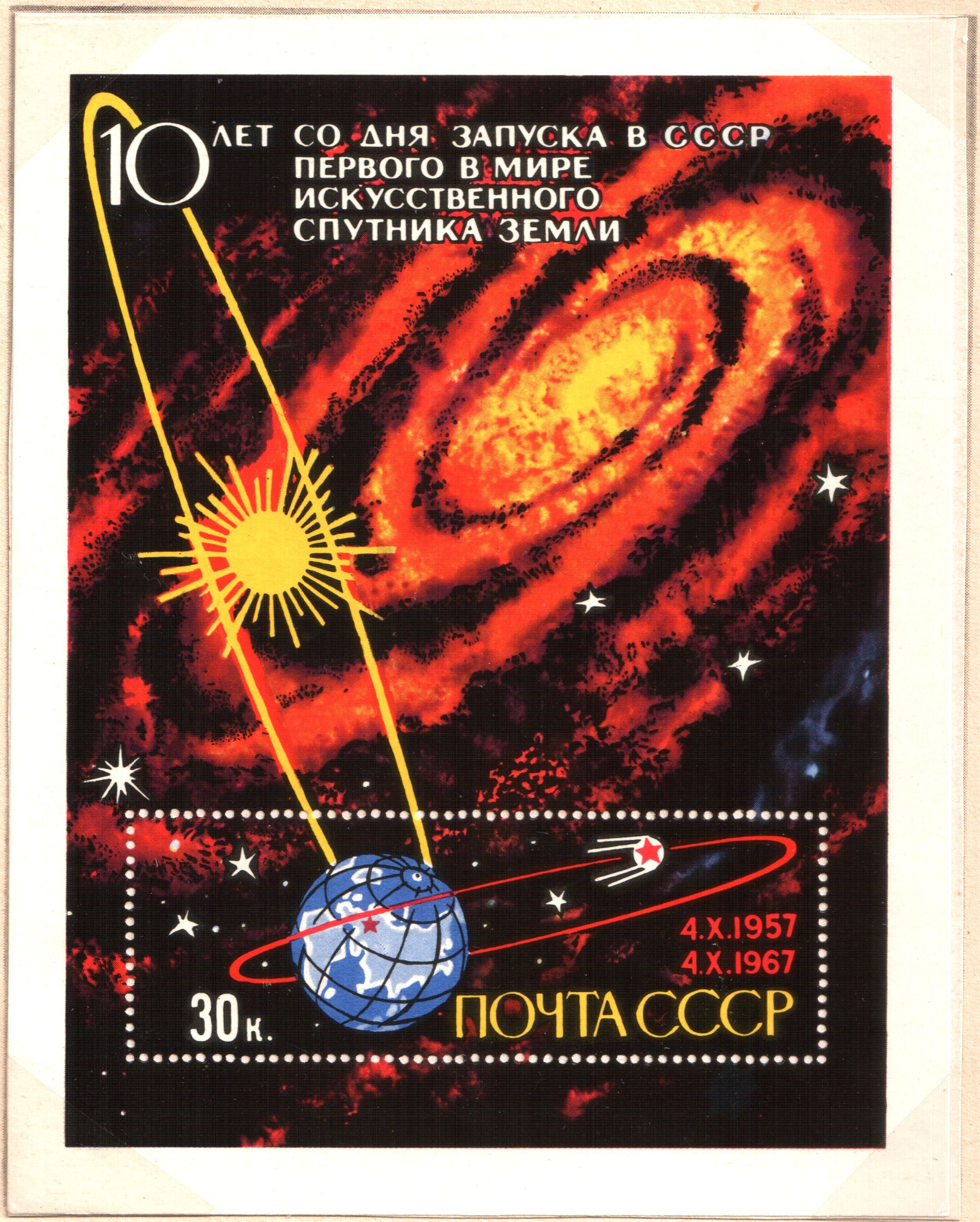
Marcă poștală cu valoarea nominală de 30 de copeici emisă de serviciile poștale ale Uniunii Sovietice, la a 10 aniversare a lansării primului satelit artificial al Pământului, Sputnik 1

La  4 octombrie 1967, la 10 aniversare a lansării primului satelit artificial al Pămntului, Sputnik 1, serviciile poștale ale Uniunii Sovietice au emis o marcă poștală cu valoarea nominală de 30 copeici.

### Înregistrări autentice ale semnalului
- Înregistrate din Washington DC
- Înregistrate din German Ham Operator
- Înregistrare din Cehoslovacia
- Cum au câștigat rușii cursa spațială? Arhivat în 14 iulie 2012, la Wayback Machine., 5 martie 2008, Gabriel Tudor, Revista Magazin